# Homoeocera albizonata
Homoeocera albizonata är en fjärilsart som beskrevs av Paul Dognin 1914. Homoeocera albizonata ingår i släktet Homoeocera och familjen björnspinnare. Inga underarter finns listade i Catalogue of Life.